# 薩克森-阿爾滕堡的伊莉莎白 (1826-1896)
薩克森-阿爾滕堡的伊莉莎白（德語：Elisabeth von Sachsen-Altenburg，1826年3月26日—1796年2月2日），歐登堡大公夫人，薩克森-阿爾滕堡公爵約瑟夫的女兒。

## 家庭
1852年，伊莉莎白與歐登堡的彼得（日後的彼得二世）結婚，兩人共有兩個兒子：
1. 腓特烈·奧古斯特（1852年—1931年）
2. 格奧爾格·路德維希（1855年—1939年）